# Де Бенито, Косме Дамиан Хосе
Косме Дамиан Хосе де Бенито (исп. Cosme Damian José de Benito; 27 сентября 1829 — 15 января 1888) — испанский композитор, органист и музыкальный педагог.
Начинал учиться музыке у францисканца-органиста, затем изучал орган под руководством Романа Химено и композицию у Индалесио Сориано Фуэртеса, позднее также занимался в Мадридской консерватории в классах скрипки и виолончели.
В 1859—1885 году капельмейстер Королевской капеллы Эскориала. На этом посту руководил хором мальчиков, заведовал разбором и описью музыкальных рукописей в библиотеке Эскориала и сочинял значительное количество произведений для церковных нужд — всего около 220 сочинений, в том числе два Реквиема (1866, 1871), «Stabat Mater» (1871), «Miserere», ораторию «Семь слов». Кроме того, Бенито написал ряд дидактических сочинений, в том числе начальный курс игры на виолончели и учебник для начальной школы «Музыка для детей» (исп. La música para niños; 1884), а также руководство «Искусство музыкальной каллиграфии» (исп. Arte de la caligrafía musical o sea Método para escribir todos los caracteres y signos de la música con facilidad y perfección; 1884). Будучи отправлен в отставку королём Альфонсом XII, последние годы жизни был вторым органистом Королевской часовни в Мадриде.